# Nadia Wijzenbeek
Nadia Wijzenbeek (1979) is een Nederlandse violiste.

## Opleiding
Wijzenbeek kreeg aanvankelijk les van haar tante, de viooldocente Coosje Wijzenbeek. Later kreeg ze les van Elisabeth Perry, Herman Krebbers en David Takeno. Ze studeerde af met de hoogste onderscheiding aan het Conservatorium van Amsterdam en de Guildhall School of Music and Drama, waar ze ook het 'Concert Recital Diploma' ('Premier Prix') kreeg toegekend. Nadat ze haar mastergraad behaalde, kreeg ze een 'Leverhulme Fellowship' aan de Guildhall School of Music and Drama voor drie jaar.

## Activiteiten
Nadia Wijzenbeek is actief als soliste, recitalspeelster en in de kamermuziek. Ze debuteerde in 1999 in het Amsterdamse Concertgebouw met het toenmalige Radio Symfonieorkest en in 2004 in de Londense Royal Albert Hall met het 'Royal Philharmonic Concert Orchestra'. Ze speelde daarna ook met het Nationaal Staatsorkest van Oekraïne. Ze speelde ook solo met orkest in het Paleis voor Schone Kunsten in Brussel, het Rudolphinum in Praag, Moskou en Sint-Petersburg. Kamermuziek speelde ze in Londen, Stockholm, Amsterdam, Nizhny Novgorod, Warschau, Riga en tijdens het Delft Chamber Music Festival. 
Wijzenbeek maakt samen met celliste Marie Macleod en altvioliste Ylvali Zilliacus deel uit van het 'Lendvai String Trio', opgericht in 2004. Dit trio speelde in heel Europa, zoals het Concertgebouw in Amsterdam, Nybrokajen 11 in Stockholm en de Purcell Room, het Barbican Centre en de Wigmore Hall in London. Het trio won prijzen van de 'Kirckman Concert Society', de 'Park Lane Group' en de 'Worshipful Company of Musicians'. Daarnaast is ze lid van het 'Aronowitz Ensemble' en de 'BBC New Generation Artists' waarmee ze opnames maakte voor de BBC en het label Hyperion.
Wijzenbeek was drie jaar concertmeester bij het Magogo Kamerorkest. Sinds 2009 was zij concertmeester bij de Radio Kamer Filharmonie in Hilversum. Toen dit orkest in 2013 werd opgeheven stapte ze in dezelfde functie over naar het Radio Filharmonisch Orkest. 
Eveneens speelt ze op festivals als 'Open Chamber Music' tijdens de 'International Musicians Seminar', 'Prussia Cove' in Cornwall, 'Lyckeby-Festival' in Zweden, 'Mecklenburger Festspiele' in Duitsland, 'Steirische Musiksommer' in Oostenrijk en het 'Paxos Festival' in Griekenland.

## Prijzen en onderscheidingen
Wijzenbeek won prijzen tijdens de Iordens Viooldagen, het Prinses Christina Concours en het Internationale Herman Krebbers concours. Ze won de eerste prijs op het Davina van Wely Vioolconcours in 1997 en kreeg de 'Philip and Dorothy Green Award' toegekend in Londen. Eveneens won zij de vierde prijs tijdens het Nationaal Vioolconcours Oskar Back in 1999. Ze ontving de prijs 'Making Music Young Concert Artist' en werd geselecteerd door de International Holland Music Sessions voor hun 'New Masters on Tour'.
Wijzenbeek kreeg steun voor haar opleiding van de Voorziening voor excellerende jonge musici, de Jong talent-beurs van de Prins Bernhardfonds, de VSB-beurs, de 'VandenEnde Foundation' en de 'Stanley Pickert Trust'.